# لعبة الجيش

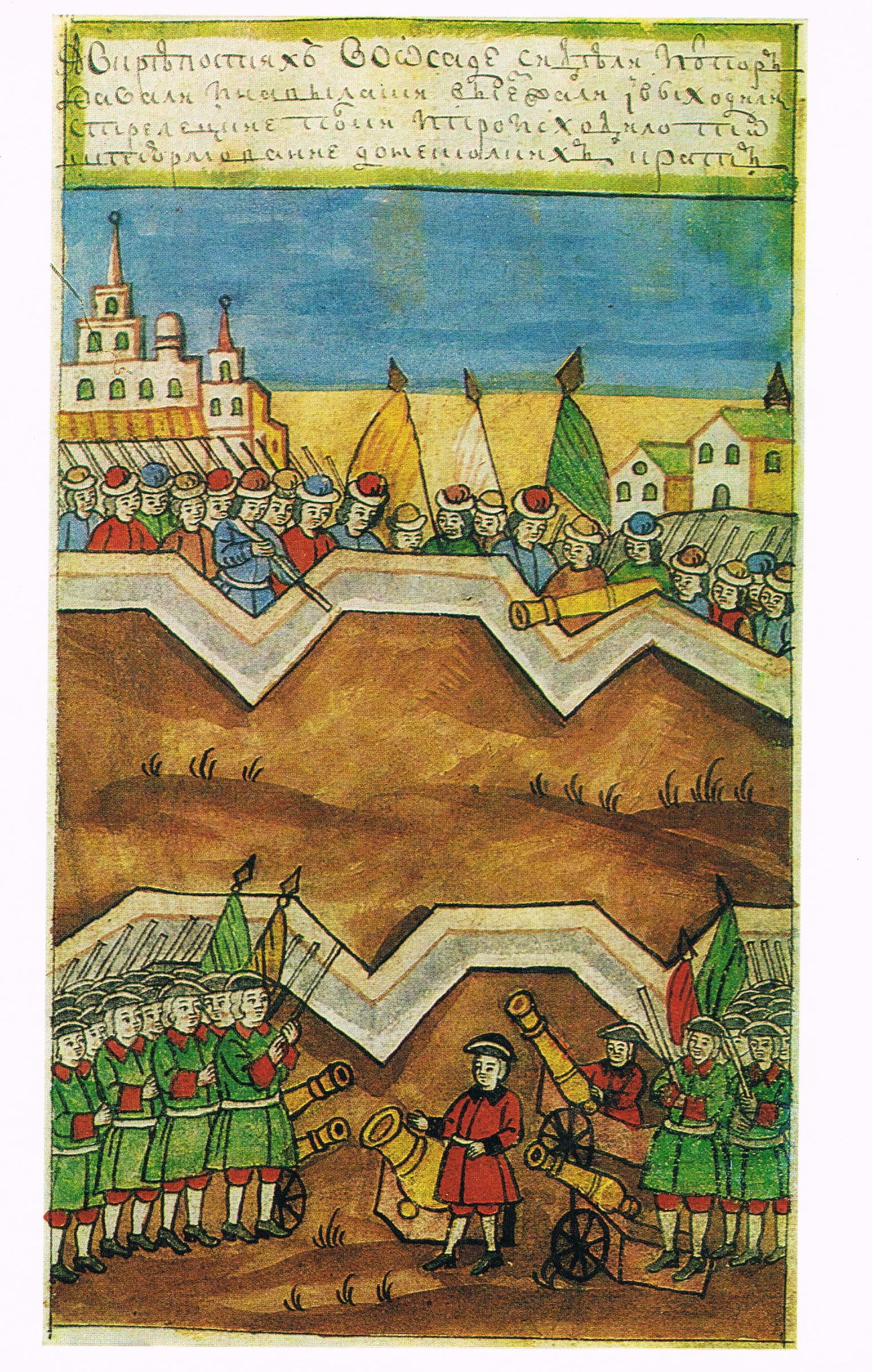
التدريبات العسكرية لجيش اللعبة

لعبة الجيش أطلق هذا الاسم على هيئة عسكرية خاصة أنشائها بطرس الأكبر في مرحلة طفولته عام 1683، و كان الهدف من إنشاء هذا الجيش هو توفير التدريب العسكري بصورة واقعية لبطرس الأكبر. ظل العدد يزداد حتى وصل لمئة رجل و كانوا من الخدم في القصر أو أطفال النبلاء والرعايا في قصر والدهقيصر أليكس الأول و اصدقاء طفولته، و جُهز هذا الجيش الصغير بكل الاسلحة الموجودة في ذلك العصر، و كانت التدريبات تتم في الحدائق الخاصة مقر إقامة بطرس الأكبر في Preobrazhensky.